# Monteiro's stormvogeltje
Het Monteiro's stormvogeltje (Hydrobates monteiroi synoniem: Oceanodroma monteiroi) is een vogel uit de familie der Hydrobatidae (Noordelijke stormvogeltjes).

## Verspreiding en leefgebied
Deze soort is endemisch op de Azoren, een archipel in de Atlantische Oceaan. Deze vogel is genoemd naar professor Luis Monteiro (1962-1999) die onderzoek deed naar stormvogels op de Azoren en die daar bij een vliegtuigongeluk om het leven kwam. 

## Status
De grootte van de populatie is in 2016 geschat op 250-1000 volwassen vogels. Op de Rode lijst van de IUCN heeft deze soort de status kwetsbaar.